# Nemzeti Bajnokság I 1921-22
La Nemzeti Bajnokság I 1921-22 fue la 19.ª edición del Campeonato de Fútbol de Hungría. El campeón fue el MTK Budapest, que conquistó su noveno título de liga. El goleador fue György Orth, del MTK. Se otorgaron dos puntos por victoria, uno por empate y ninguno por derrota.

## Tabla de posiciones
|    | Equipo            | PJ | PG | PE | PP | GF | GC | DG  | Pts | Notas      |
| -- | ----------------- | -- | -- | -- | -- | -- | -- | --- | --- | ---------- |
| 1  | MTK               | 22 | 16 | 5  | 1  | 60 | 11 | +49 | 37  | Campeón    |
| 2  | Ferencvárosi TC   | 22 | 16 | 4  | 2  | 41 | 13 | +28 | 36  |            |
| 3  | Újpesti TE        | 22 | 13 | 6  | 3  | 52 | 19 | +33 | 32  |            |
| 4  | Törekvés SE       | 22 | 8  | 6  | 8  | 27 | 33 | -6  | 22  |            |
| 5  | III. Kerületi TVE | 22 | 8  | 5  | 9  | 27 | 37 | -10 | 21  |            |
| 6  | VAC               | 22 | 5  | 10 | 7  | 18 | 23 | -5  | 20  |            |
| 7  | Vasas SC          | 22 | 7  | 6  | 9  | 24 | 33 | -9  | 20  |            |
| 8  | Budapesti TC      | 22 | 8  | 3  | 11 | 18 | 23 | -5  | 19  |            |
| 9  | Magyar AC         | 22 | 5  | 7  | 10 | 14 | 17 | -3  | 17  |            |
| 10 | Budapest Honvéd   | 22 | 2  | 10 | 10 | 15 | 36 | -21 | 14  |            |
| 11 | Terézvárosi TC    | 22 | 3  | 7  | 12 | 19 | 37 | -18 | 13  | Descendido |
| 12 | VII. Kerületi SC  | 22 | 2  | 9  | 11 | 9  | 42 | -33 | 13  | Descendido |

PJ = Partidos jugados; PG = Partidos ganados; PE = Partidos empatados; PP = Partidos perdidos; GF = Goles a favor; GC = Goles en contra; DG = Diferencia de gol; Pts = Puntos